# Ferdinand Majtán
Ferdinand Majtán (20. dubna 1924 - ???) byl český a československý politik Komunistické strany Československa, poslanec Sněmovny národů Federálního shromáždění a České národní rady za normalizace.

## Biografie
K roku 1971 se profesně uvádí jako horník, bytem Ratíškovice.
Ve volbách roku 1971 zasedl do české části Sněmovny národů (volební obvod č. 53 - Hodonín, Jihomoravský kraj). Ve FS zasedal do konce funkčního období, tedy do voleb roku 1976. Ve volbách roku 1976 přešel do České národní rady.